# Нугушівська сільська рада
Нугу́шівська сільська рада (рос. Нугушевский сельский совет) — муніципальне утворення у складі Мелеузівського району Башкортостану, Росія. Адміністративний центр — присілок Нугуш.

## Населення
Населення — 1288 осіб (2019, 1382 в 2010, 1395 в 2002).

## Склад
До складу поселення входять такі населені пункти:
| Населений пункт     | Населення, осіб (2002) | Населення, осіб (2010) |
| ------------------- | ---------------------- | ---------------------- |
| Кашаля, присілок    | 2                      | 1                      |
| Нугуш, село         | 1195                   | 1190                   |
| Сергієвка, присілок | 198                    | 191                    |